# Xanthorhoe approximata
Xanthorhoe approximata là một loài bướm đêm trong họ Geometridae.